# Котёнок с улицы Лизюкова 2
«Котёнок с улицы Лизюкова 2» — анимационный короткометражный мультфильм 2018 года производства Wizart Animation, поставленный режиссёром Алексеем Замысловым по сценарию Виталия Злотникова. Является продолжением мультфильма «Котёнок с улицы Лизюкова». В 2018 году мультфильм получил премию «Золотой орёл».

## Сюжет
Зима. В Воронеже, на улице Лизюкова, щенок Булька, который ранее докучал котёнку Василию, пытается привлечь внимание прохожих. Вдруг он замечает Василия и бросается в погоню за ним. К счастью, Василий забирается на скульптуру пса, где сидит до вечера. Когда мороз усилился, Булька и Васька подружились. Василий изъявляет желание «жить бы где-нибудь, где лето круглый год». Их подслушивает серая ворона, которая решает помочь Василию и Бульке и исполнить их желание. Вспомнив волшебное слово своей бабушки, она переносит котёнка и щенка в Австралию. Будучи довольной, ворона решила открыть «турфирму».
Оказавшись в Австралии, Василий спрашивает у кенгуру, где он и Булька очутились, та говорит, что они оказались на финале австралийской волейбольной лиги. Внезапно мяч кенгуру соскакивает с дерева и попадает в пасть спящего крокодила. Кенгуру расстроилась, что это был последний мяч (первый анаконда съела, а второй сожрала акула). Щенок Булька бросается вынимать мяч из пасти у крокодила, но его пасть захлопнулась, а Кенгуру оттаскивает щенка от крокодила. Тогда Булька и Васька пытаются вместе спасти мяч кенгуру, но Крокодил просыпается и, будучи обозлённым, намеревается съесть их. Но внезапно мяч попадает крокодилу в горло, и он его выплёвывает. Пока кенгуру и Булька бегут искать мяч, Василий, увидев, как вомбат занимается вейксёрфингом, просит кенгурёнка разрешить взять у него краски. Тот соглашается, и Васька украшает найденную доску для вейксёрфа «Готто предестинацией». Он плывёт на ней, как на матрасе, но вскоре его настигает акула.
А тем временем другие жители Австралии наблюдают за игрой в волейбол с найденным мячом. Булька, играя, скачет, но не замечает, как пускает песок в других зрителей. Василий же проголодался и берёт из сумки кенгуру молоко. Кенгуру разозлилась на Василия, однако тот признаётся, что в Воронеже молоко всем детям в школе раздают бесплатно. Кенгуру швыряет Василия таким сильным пинком, что он взлетел вместе с бутылкой. Во время полёта Василий восклицает: «Как хороша наша Австралия с высоты птичьего полёта!». Встретив ворону, котёнок теряет равновесие, хватает бутылку с молоком и падает на дерево. А тем временем объявляется финальная подача, и Булька успевает поймать мяч, опередив кенгуру. Не успел щенок подать мяч, как вдруг его снесло к указателю. Играя с мячом, Булька ненароком лопает его. Все австралийцы решают с ним расправиться, но он убегает, и начинается погоня.
Тем временем Василий, оказавшись на дереве с Коалами, наблюдает свысока, как австралийцы гонятся за Булькой в аутбэк. Некоторые из австралийцев и Булька случайно наступают на суслика. Василий же начинает пить молоко, но ненароком сбивает одну из коал, и она почти падает в пасть к крокодилу. Василий успевает её придержать, но вскоре крокодил хватает пастью ветку, и котёнок с коалой катапультируются. Вскоре возле дерева с Василием и коалами оказывается щенок Булька, зажатый надвигающимися австралийцами. Вовремя Василий спрыгивает с дерева и говорит, что в Воронеже так не принято, после чего рассказывает об улицах в своём родном городе. Внезапно появляется ворона и переносит всех в Воронеж.
Под конец мультфильма все оказываются в Воронеже. Австралийцы получают тёплую одежду, садятся на школьный автобус и едут на каток. Там котёнка Василия встречает Герда из франшизы «Снежная королева» и угощает его молоком Вкуснотеево. Удивлённый крокодил замечает на корабле надпись «Готто предестинация» и задаётся вопросом: откуда в Воронеже австралийские названия?

## Съёмочная группа
| По мотивам сказки                                                          | Виталия Злотникова                                    |
| Режиссёр                                                                   | Алексей Замыслов                                      |
| Руководитель студии                                                        | Владимир Николаев                                     |
| Продюсеры                                                                  | Юрий Москвин, Владимир Николаев                       |
| Авторы сценария                                                            | Владимир Николаев, Алексей Цицилин, Алексей Замыслов  |
| Художники-постановщики                                                     | Алексей Лямкин, Алексей Замыслов                      |
| Композитор, Монтаж звука, Звкорежиссёр                                     | Максим Максимов                                       |
| Оператор-постановщик, Монтаж, Раскадровка                                  | Алексей Цицилин                                       |
| Руководитель производства                                                  | Алексей Замыслов                                      |
| Руководитель операторского отдела, отдела монтажа и лэйаута                | Михаил Манаенков                                      |
| Руководитель отдела спецэффектов                                           | Алексей Бутусов                                       |
| Руководитель художественного отдела                                        | Владимир Лошаков                                      |
| Руководитель отдела экспликации                                            | Святослав Кондауров                                   |
| Главный аниматор студии                                                    | Сергей Николаев                                       |
| Главный аниматор проекта                                                   | Сергей Виноградов                                     |
| Руководители отдела моделирования персонажей и предметов                   | Алексей Богатырёв, Алексей Лямкин                     |
| Руководитель отделов сетапа персонажей и R&D                               | Александр Калюжный                                    |
| Руководитель отдела изготовления меха и волос                              | Сергей Останков                                       |
| Руководитель отдела динамического сетапа                                   | Андрей Кореньков                                      |
| Руководитель отделов компоуза, текстурирования, шейдинга и провери рендера | Дмитрий Лёвочкин, Алексей Лямкин                      |
| Руководители отдела динамики тканей и волос                                | Александр Безносенко, Андрей Кореньков                |
| Руководители отдела кэширования, финализации и технической анимации        | Глеб Володько, Андрей Кореньков                       |
| Руководители отдела фонового окружения                                     | Владислав Гончаров, Дмитрий Смоляков, Павел Баутин    |
| Режиссёры озвучания                                                        | Ирина Баранова, Алексей Цицилин                       |
| Звукорежиссёры озвучания                                                   | Жанна Денисова, Максим Максимов                       |
| Фильм озвучан на студиях                                                   | Синелекс и Визарт Анимейшен                           |
| Музыкальный продакшн песни «Котёнок с улицы Лизюкова»                      | Эдуард Альбах, Александр Оплачко и Студия NRG Records |

## Музыка
В мультфильме звучит песенка «Если вы котёнок» (музыка Владимира Мигули, слова Виталия Злотникова) в исполнении Марины Мигули, но уже в виде ремейка.

## Роли озвучивали
- Дмитрий Курта — котёнок Васька,
- Ольга Шорохова — щенок Булька,
- Ирина Пономарёва — Ворона,
- Лина Иванова — кенгурёнок,
- Александр Носков — крокодил,
- Екатерина Семёнова — Кенгуру

### А также
- Александра Николаева,
- Вячеслав Гардер,
- Филипп Лебедев,
- Антон Тимофеев,
- Антон Савеннков,
- Мария Щербакова,
- Анастасия Блинова